# KamAZ-5350
KamAZ-5350 (ロシア語: КамАЗ-5350) は、ロシアで開発された6輪駆動トラックである。
製造はKAMAZ社のタタールスタン共和国・ナーベレジヌイェ・チェルヌイ工場で行われている。

## 歴史
1980年代から生産されているKamAZ-4310トラックをベースに開発された発展型で、2002年にロシア陸軍に正式採用された。2003年から本格的な生産が始まった。

## 派生型
KamAZ-53501
標準型よりも車体が延長されており、10tもの重量物を積載できる。
KamAZ-53502
後輪駆動のトレーラーヘッドで、軍で運用されている。2007年から生産が始まった。
KamAZ-53503
フラットベッドで、軍で運用されている。2007年から生産が始まった。
KamAZ-53504
四輪駆動のトレーラーヘッドで、軍で運用されている。2004年から生産が始まった。
KamAZ-53505
後輪駆動のダンプトラックで、軍で運用されている。2004年から生産が始まった。
1I39
戦車や戦闘車両の砲身を洗浄する特殊な機材が搭載されているタイプ。
ATZ-7-5350
7000Lの燃料容量を備えたタンクローリー。
SBA-60K2 ブラート
KamAZ-5350の車体をベースにした装輪装甲車。
2B26
BM-21多連装ロケット砲の車体がKamAZ-5350になっているタイプ。

## 運用
シリア内戦やロシアによるウクライナ侵攻、ナゴルノ=カラバフ紛争においてロシア軍が運用しているのが確認されている。
ロシアによるウクライナ侵攻では、2024年3月21日時点で以下のような損害が確認されている。
- KamAZ-5350:899両撃破、24両損傷、12両放棄、152両鹵獲
- KamAZ-5350(タンクローリー):114両撃破、6両損傷、30両鹵獲
- KamAZ-5350(装甲キャビン付):10両撃破、2両損傷、6両鹵獲
- KamAZ-5350(EOV-3523掘削機付):19両撃破、3両鹵獲
- KamAZ-5350(KS-45719-7Mクレーン付):5両撃破、1両損傷、2両鹵獲
- KamAZ-53501(PMP-M浮橋システム付):3両撃破
- 2B26 グラードK:4両撃破、1両損傷
- トーン-MDM 電子戦システム用支援車両:1両鹵獲
- トーン-MDM 電子戦システム用指揮車両:1両鹵獲